# Ридль, Харальд Удо фон
Харальд Удо фон Ридль (нем. Harald Udo von Riedl, род. 1936) — австрийский ботаник и миколог. 
Им опубликованы названия нескольких сотен растений и многих видов грибов.
Автор работ о семействах Бурачниковые (Boraginaceae) и Ароидные (Araceae). Изучал ботаническую географию растений, произрастающих в районе Индийского океана. Исследовал лишайники и микроскопические грибы.
В его честь назван вид растений Heliotropium riedlii Craven, 2005 [syn.  Tournefortia minutiflora Riedl, 1996] из рода Гелиотроп семейства Бурачниковые (Boraginaceae).